# Ford Mustang
För andra betydelser, se Mustang (olika betydelser).
Ford Mustang är en bilmodell som tillverkas sedan 1964 av amerikanska Ford.
Det första produktionsexemplaret av Ford Mustang, en vit cabriolet med svart inredning, lämnade sammansättningsfabriken i Dearborn, Michigan den 9 mars 1964. Ford presenterade bilen för allmänheten vid Världsutställningen i New York den 17 april 1964. Lanseringen av Mustang anses vara en av de mest lyckade i bilindustrins historia. Den ursprungliga Mustangen, som togs fram under ledning av Lee Iacocca, inspirerade till termen Pony Car: En lätt, fyrsitsig bil med två dörrar och sportig framtoning och goda prestanda till ett överkomligt pris. Konceptet plagierades friskt av andra biltillverkare - ett exempel är Chevrolet Camaro.

## Generation 1
Första generationen av Ford Mustang baserades på Ford Falcon. Den presenterades i april 1964, alltså ett par månader innan man normalt visade vad man hade att erbjuda för nyheter till nästa modellår, förmodligen för att kunna visa den under världsutställningen i New York det året. Eftersom bilen gick i produktion redan vid denna tidpunkt kallas populärt den årsmodellen 1964½. Officiellt är det 1965 års modell.
Mustangen hade en ungdomlig framtoning och marknadsfördes som en sportig bil till ett måttligt pris, eftersom man kunde köpa en instegsversion med lite utrustning till ett lågt pris. Bilen kunde köpas med en sexcylindrig radmotor eller V8.

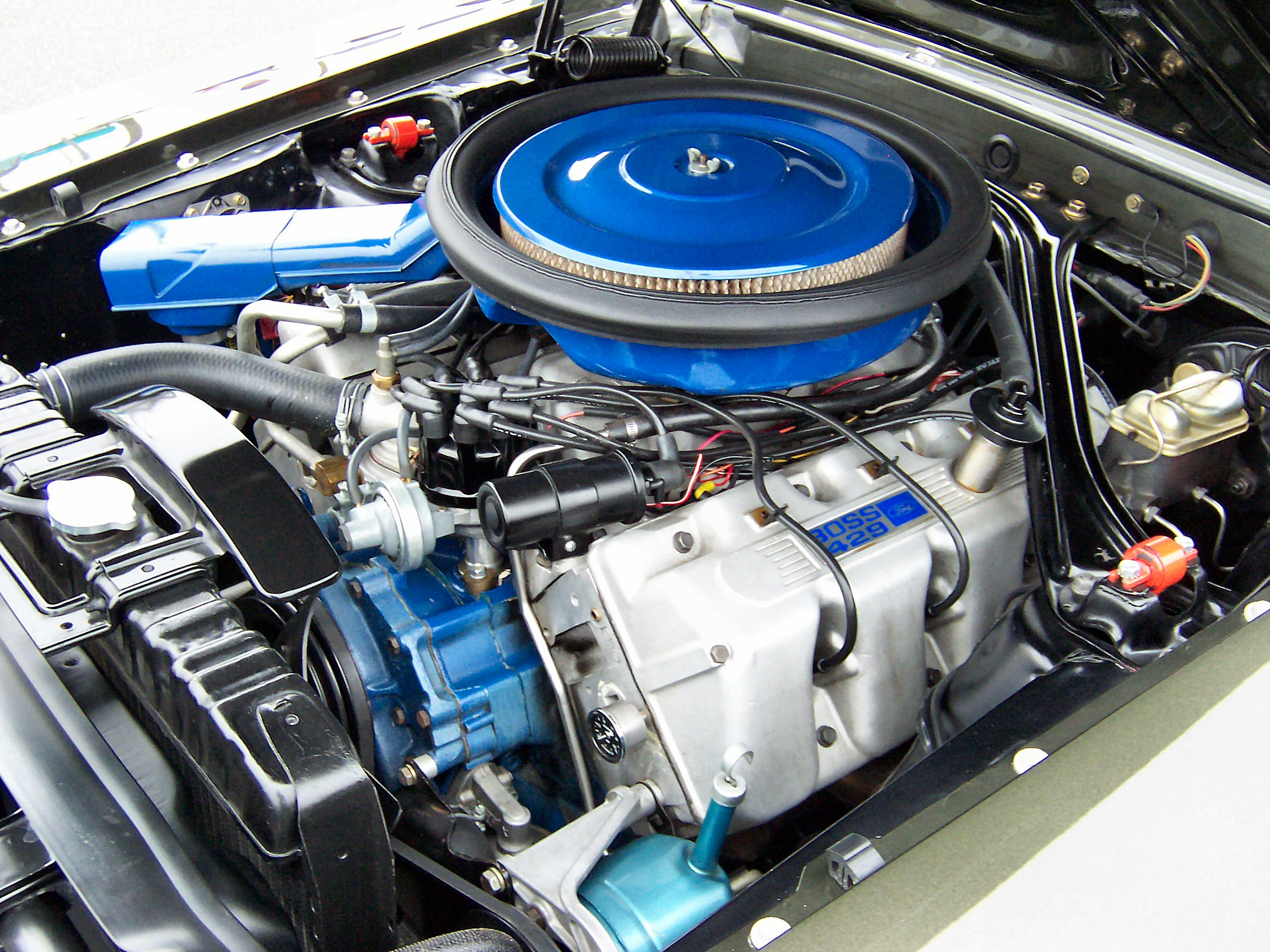
Boss 429-motor i en Ford Mustang.

Ford kunde snabbt konstatera att Mustang blivit en av bilhistoriens största succéer. Efter fyra månader hade man sålt 100 000 Mustang, och redan efter två år fanns det över en miljon mustangägare, främst i USA, men även i andra delar av världen. Rekordåret 1966 tillverkades 607 568 Mustanger. Den tillverkades liksom Mercury Cougar på Ford Rouge Plant i Dearborn utanför Detroit.
Under muskelbilsepokens hästkraftskapplöpning växte motorerna allt mer, och 1969-70 nåddes toppen med specialmodellen Boss 429 med 375 hk. Denna var, liksom sin "lillebror" Boss 302, inget annat än en tävlingsbil i gatuversion.
Boss-bilarna räknas därför även till "muskelbilar".
1971 förändrades karossen en hel del och blev både större och tyngre. Motorrummet var nu anpassat för Bigblock-motorer, som dock endast fanns som tillval 1971. Den kantiga karossen hade en rekordlång motorhuv. Vid snabb acceleration hände det ibland att man inte såg vägen framför sig utan enbart motorhuven.
Miljötänkandet hade lett fram till att blyfri bensin infördes, och majoriteten av 1971 års motorer kunde därför köras på detta bränsle. Årsmodellerna 1971-73 sålde dock dåligt, eftersom marknaden upplevde bilen som för stor. 1972 utgick de största motorerna ur sortimentet. Motoreffekterna sjönk även under denna period.
1967 byggde Carroll Shelby Mustang Shelby GT350 och GT500. Utifrån Shelby GT500 skapade Chip Foose och Year One filmbilen Eleanor och döpte den till Shelby GT500E i den nya versionen av filmen "Gone in 60 seconds." Viktigt att poängtera är att GT500E bara är ett fantasifoster och har med andra ord aldrig varit en serietillverkad bil av varken Ford eller Shelby.

### 1965
Första årsmodellen av Ford Mustang lanseras i april 1964. Den starkaste motorn var till en början en V8 på 260 kubiktum, men den ersattes under modellåret av en större V8 på 289 kubiktum.
Denna 289 motor kunde beställas med 2-ports förgasare (190 hk) eller som option med 4-ports förgasare på 210-225 hk, meningarna går här isär. 289 med 4-portsförgasaren gick under försäljningsnamnet "Challenger"

### 1966

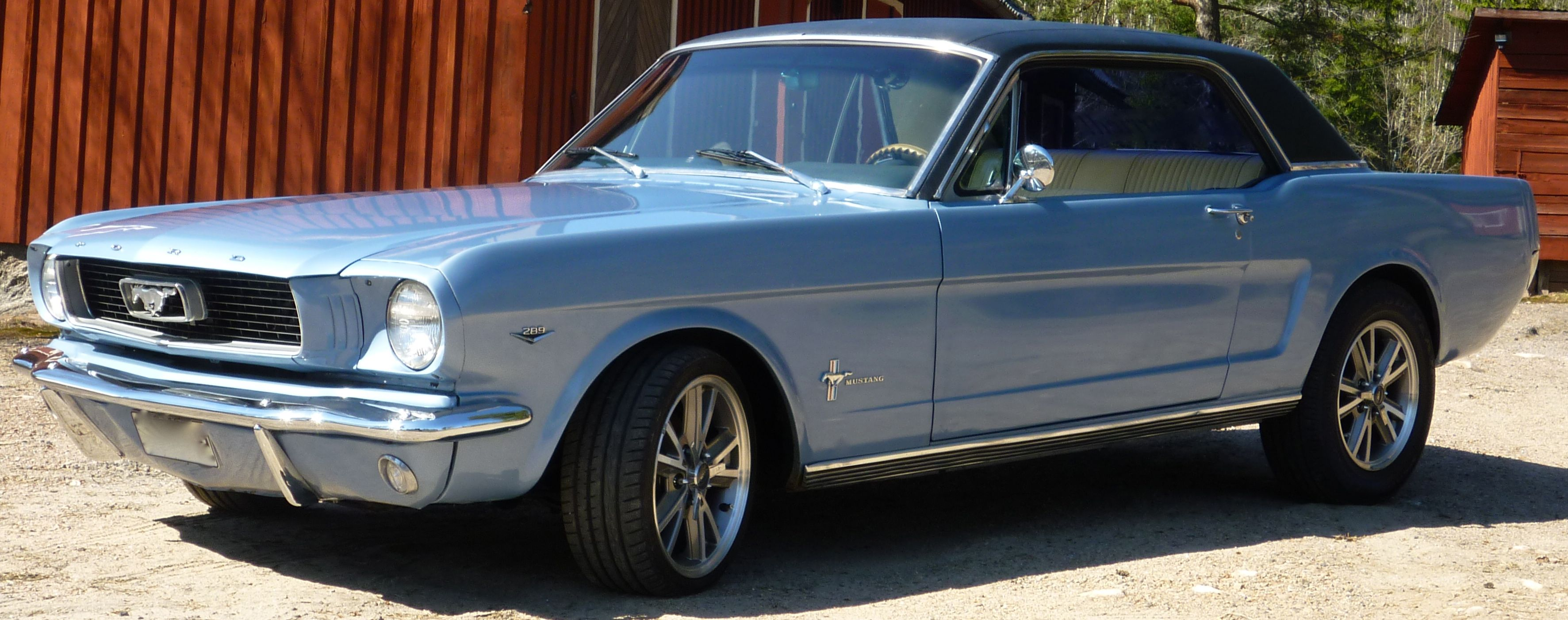
Ford Mustang 1966

Inga stora förändringar inför detta modellår. En utseendemässig skillnad är att den tidigare bikakemönstrade kylargrillen nu har bytts mot en med horisontella ribbor.
Instrumenteringen ändrades från lång liggande hastighetsmätare till 5 st runda mätartavlor. 2 små till höger och vänster om den större hastighetsmätaren i mitten (tidigare enbart tillgängliga i Pony Interior group 1965)
Sidomarkeringar i krom på bakskärmen bakom dörrarna fick nytt utseende.
Ny design på heltäckande navkapslar
Annan design på tanklock. Det finns inga Grillbars längre.

### 1967
Karossen var helt omarbetad inför detta modellår. Nu fanns en större V8 på 390 kubiktum som tillval. Karossen blev därför lite bredare för att rymma bigblockmotorn.

### 1968
Utseendemässigt skiljer sig denna årsmodell inte mycket från den föregående.
De största skillnaderna är att det finns parkeringsljus i framskärmarna, reflexer i bakskärmarna, diskretare Scoop/ gälar i bakskärmarna, samt ny grill och nya säten

### 1969

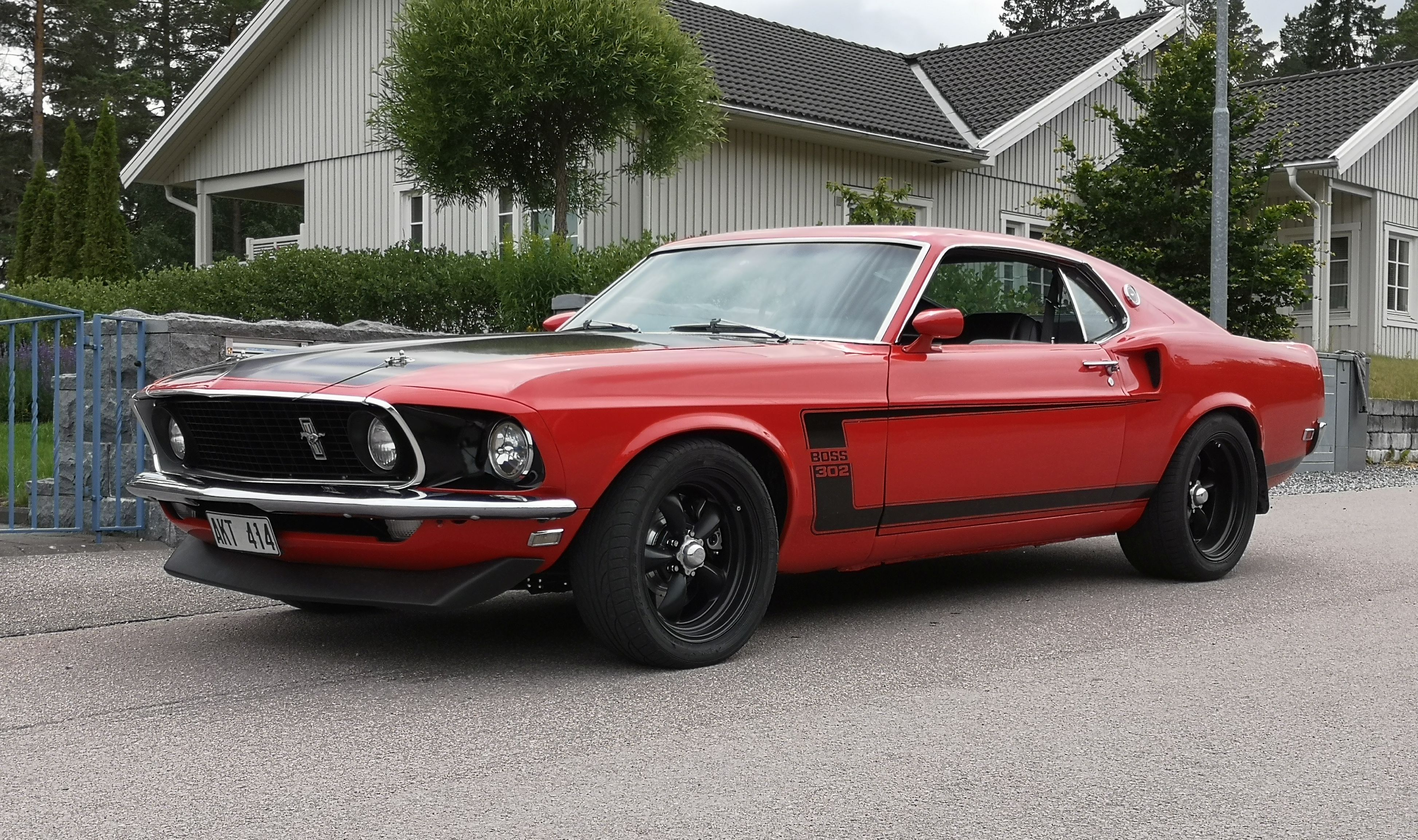
Ford Mustang Sportsroof 1969 BOSS 302 Clone

Mustangen var nu större än föregående år. Detta är den enda årsmodellen med fyra runda strålkastare och fick nu ett mer klassiskt muskelbilsutseende.
Ford började detta år satsa på tävling och introducerade prestandamodellerna Boss 302 och Boss 429 som båda har helt unika motorer.

### 1970
Denna årsmodell har en annorlunda front än 1969, med enbart två strålkastare i kylargrillen. Boss 302 och Boss 429 tillverkades även detta år.
Detta år introducerades även en ny V8-motor benämnd 351 Cleveland som dock blev kortlivad i Mustang

### 1971
Mustangen hade detta år fått en ännu större kaross. Högprestandamodellen med big block-motor var 429 Super Cobra Jet med 370 hk. Det fanns även en prestandamodell med mindre motor, Boss 351, som tillverkades i 1806 exemplar.

### 1972
Detta år fanns inte längre big block-motorer att beställa. Den starkaste motorn var en 351 HO på 275 hk.

### 1973
Denna årsmodell är den sista av första generationen. Skillnaderna mot föregående årsmodell är små. Årsmodellen känns igen på att bilens framblinkers inte längre är placerade liggande under stötfångaren utan stående innanför strålkastarna i grillen. Nya krockregler förvärrade även utseendet fram då stötfångaren gjordes större.

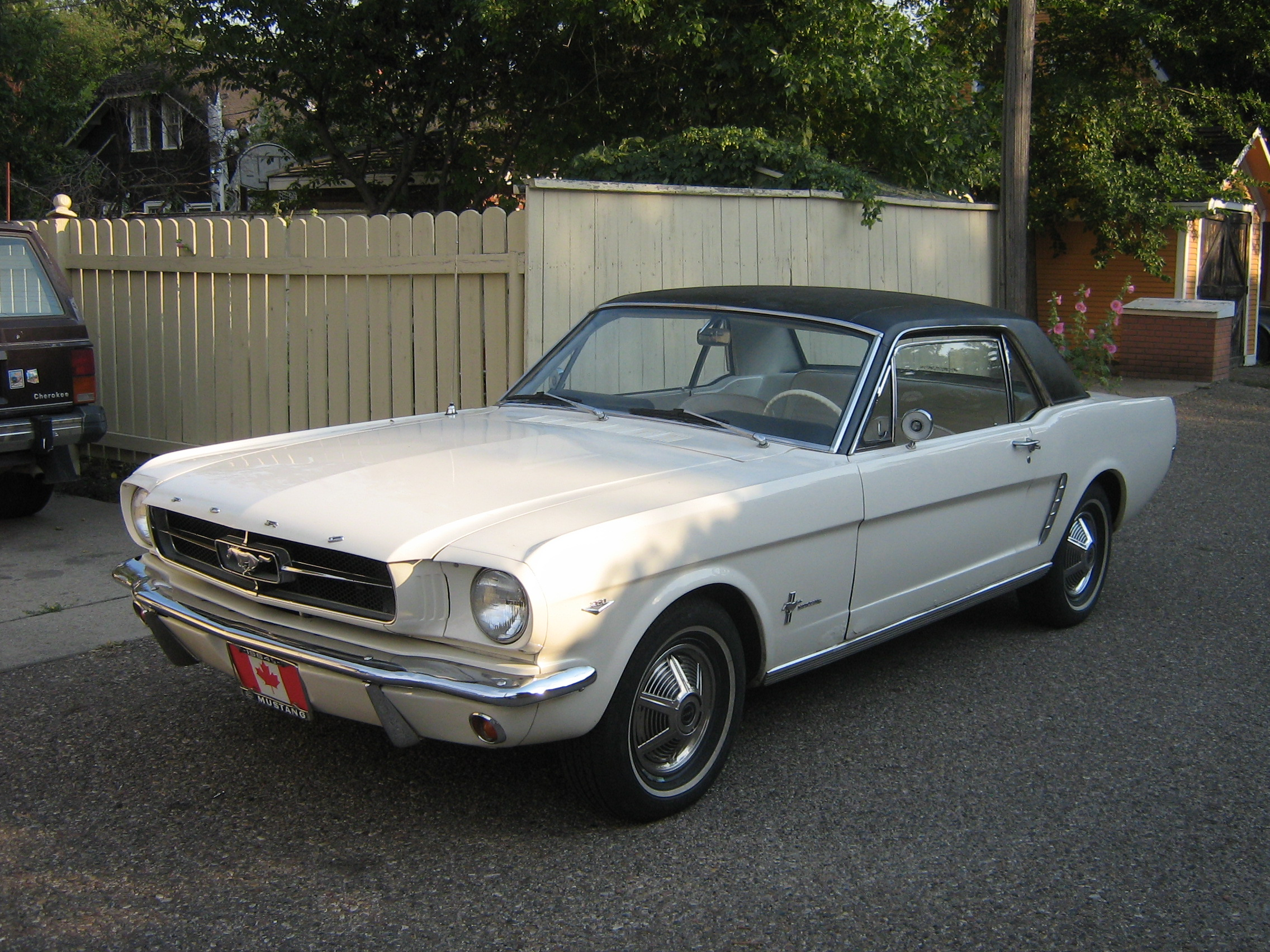
1964 Ford Mustang
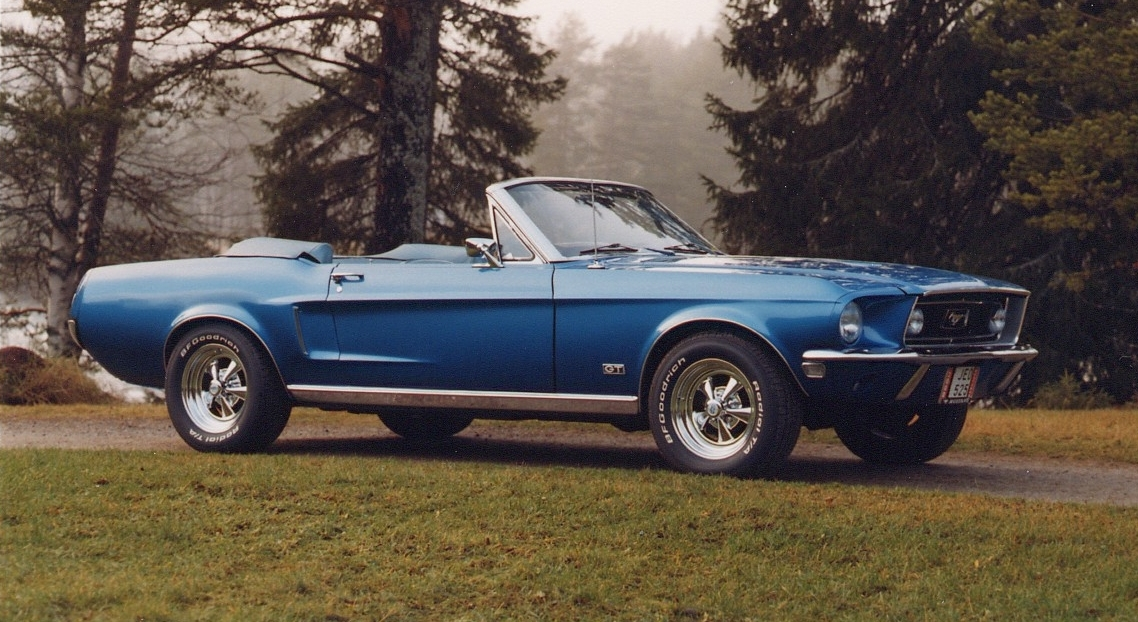
1968 Ford Mustang
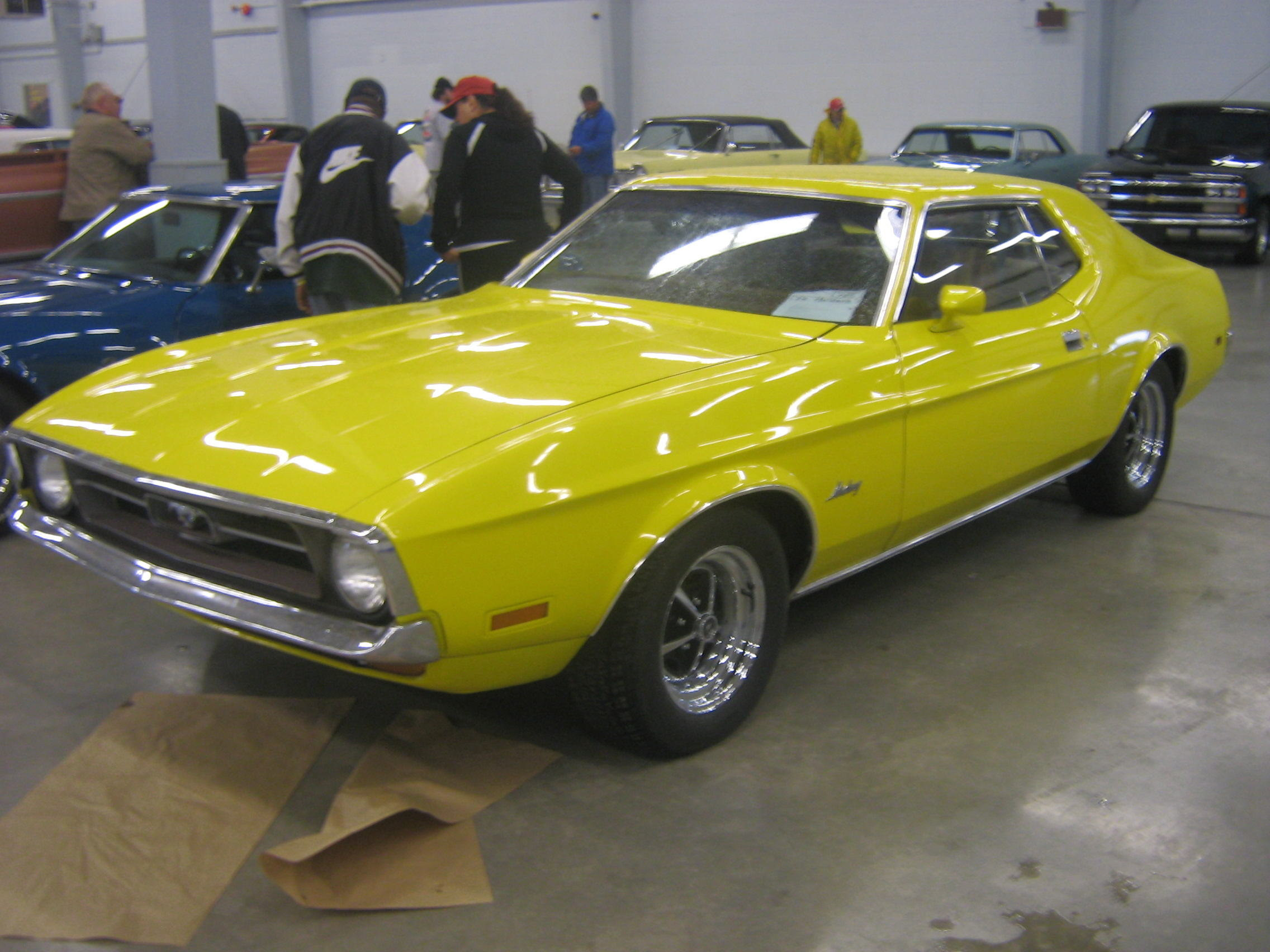
1972 Ford Mustang

## Generation 2

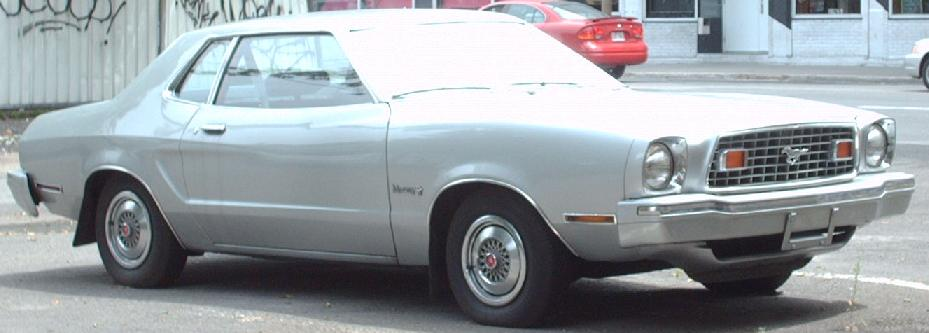
Ford Mustang II.

1974 innebar slutet för den "klassiska" Mustangen. Den ersattes av Mustang II som storleksmässigt var något mindre än original-Mustangen från 1964 och kan klassas mer som en vanlig bruksbil. Ursprungligen var planen att bilen skulle baseras på Ford Falcon, men den kom istället att dela vissa komponenter med Ford Pinto. Försäljningssiffrorna dalade i början av 1970-talet och marknadsundersökningar beställda av Ford visade att många köpare ansåg att Mustangen hade blivit för stor och tung, och man saknade originalkonceptet hos 60-tals Mustangerna.
Mustang II var inledningsvis mycket populär men kundgruppen var nu människor som såg bilen mer som ett transportmedel - 1974 års modell såldes i mer än dubbelt så många exemplar som 1973 års modell - men många köpare saknade snart prestandan från de tidigare modellerna.
I oljekrisens spår fanns under det första modellåret inte ens V8-motorer som tillval i USA (Ford Mexiko tillhandahöll dock en version med 5-liters V8:an), utan köparen fick hålla till godo med 4- och 6-cylindriga motorer på 2,3 respektive 2,8 liter. Dessa motorer var närbesläktade med europeiska Fords samtida motoralternativ men gav endast 88 respektive 105 hästkrafter. Ford Mustang II var också trots sitt nedbantade yttre fortfarande en förhållandevis tung bil, vilket ytterligare påverkade fartresurserna negativt.
En V8 på 5 liter kom tillbaka som tillval 1975 och fanns ända till modellens sista år 1978. V8:an gick endast att beställa tillsammans med automatlåda. Effekten var dock kraftigt reducerad jämfört med tidigare årsmodeller och låg på mellan 141 och 155 hästkrafter beroende på årsmodell. Tack vare vridmomentet från V8:an klarades 0–100 km/h på ca 9,5 sekunder.
Det gick även att beställa med en rak 4-cylindrig motor med turbo men problem med driftsäkerheten medförde att de aldrig tillverkades i större antal.
Mustang II fanns som sedan och coupé. Vissa modeller var utrustade med glastarga-tak. Någon cabriolet-version tillverkades aldrig.
De tillvalspaket som fanns till Mustang II (Ghia, Cobra II och King Cobra) var inriktade på komfort och utseende snarare än prestanda.

## Generation 3

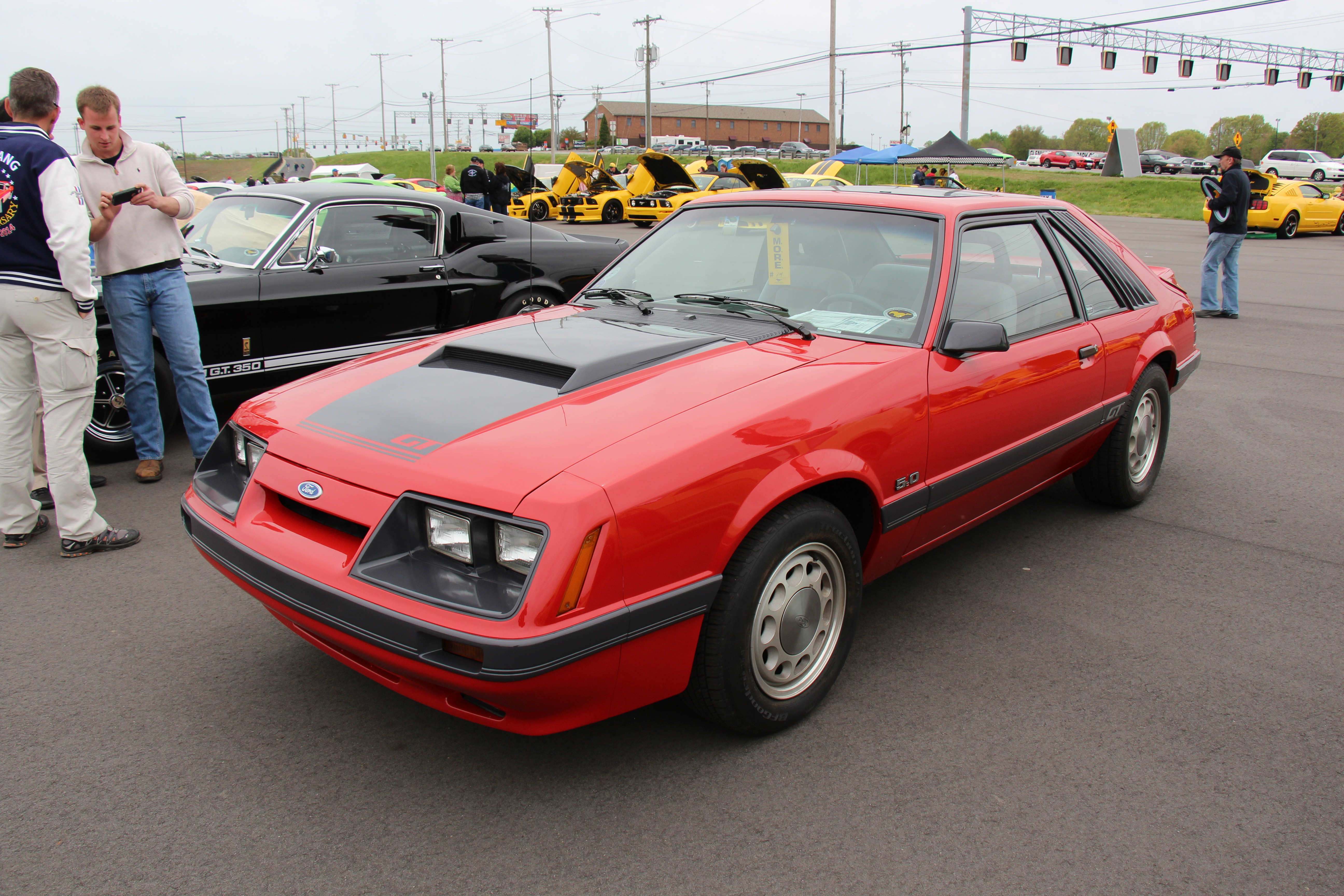
1986 Ford Mustang GT Hatchback

Mustang II fanns kvar till 1978, sedan var det dags för nästa stora modellbyte, då kom den så kallade "Fox body". Det innebar en något större men lättare bil, som med en modern europeisk framtoning kunde liknas vid en skärmbreddad Ford Sierra. Hästen i kylaremblemet, som hittills varit modellens främsta kännemärke, försvann för en tid. Från ett effektmässigt bottenläge på ca 88 hk 1978 för 2,3-liters fyran återhämtade man sig sakta till 235 hk (SVT COBRA 1993).
1983 började Mustangen återigen tillverkas i cabrioletutförande.
En omfattande ansiktslyftning skedde i och med 1987 års modell då motoreffekten på 5,0-liters V8:an också ökade till 225 hästkrafter. Denna upplaga blev mycket populär tack vare förbättrad kvalitetskontroll, goda prestanda (0–100 km/h klarades på ca 6,5 sekunder) och lågt pris. En rad eftermarknadsprodukter fanns tillgängliga för den som önskade ännu bättre prestanda.
1993 blev sista året för generation 3.

## Generation 4

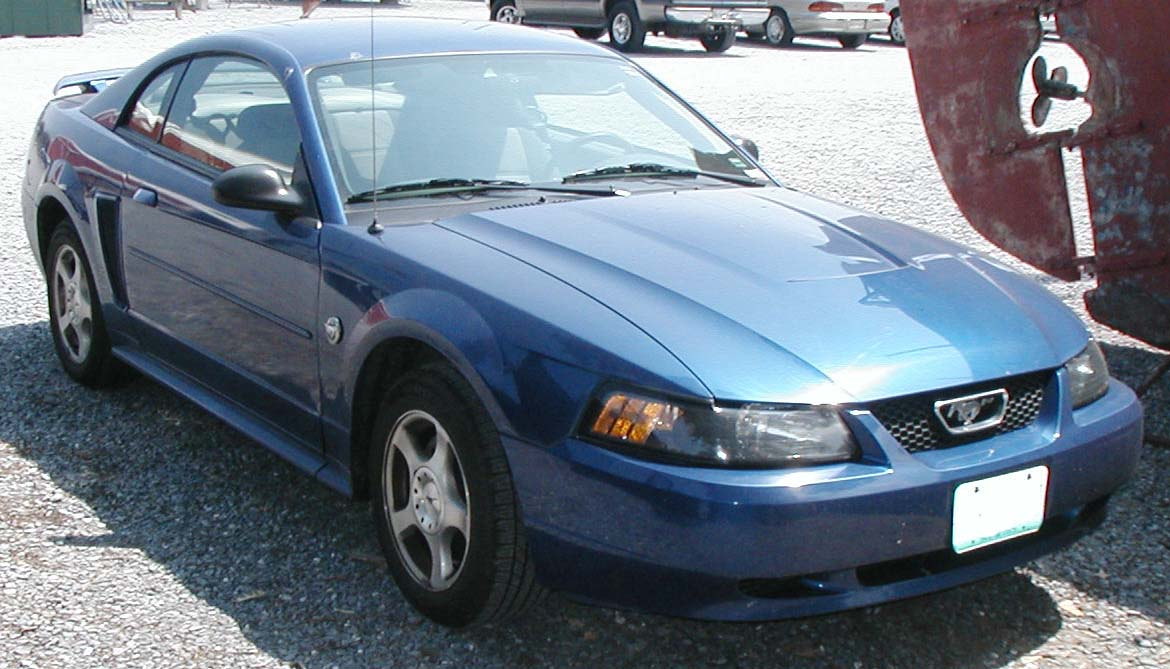
2004 Mustang Coupé

1994 var det dags för en ny generation Mustang. Ford sökte sig tillbaka till rötterna och Mustangen återfick nu det klassiska amerikanska muskelbilsutseendet med en lång kraftfull motorhuv och kort bakände. De tredelade baklyktorna kom också tillbaka, fast den här gången var delningen liggande istället för stående, som på första generationens Mustang. Dessutom slopade man den klena fyrcylindriga radmotor som förekommit under 1980-talet. Den nygamla Mustangen såldes med tre olika motorvarianter. Standardmodellen hade en V6:a på 190 hk, GT-modellen en V8:a på 215 hk, 260 hk och Cobran hade en V8:a på 305 hk. Cobran tillverkades i en mindre serie, och är därför relativt ovanlig i Sverige. Fram till generationsskiftet 2004 hade V8:an trimmats till hela 390 hk. Detta år producerades även en specialutgåva för att markera Mustangens fyrtioårsjubileum.

## Generation 5

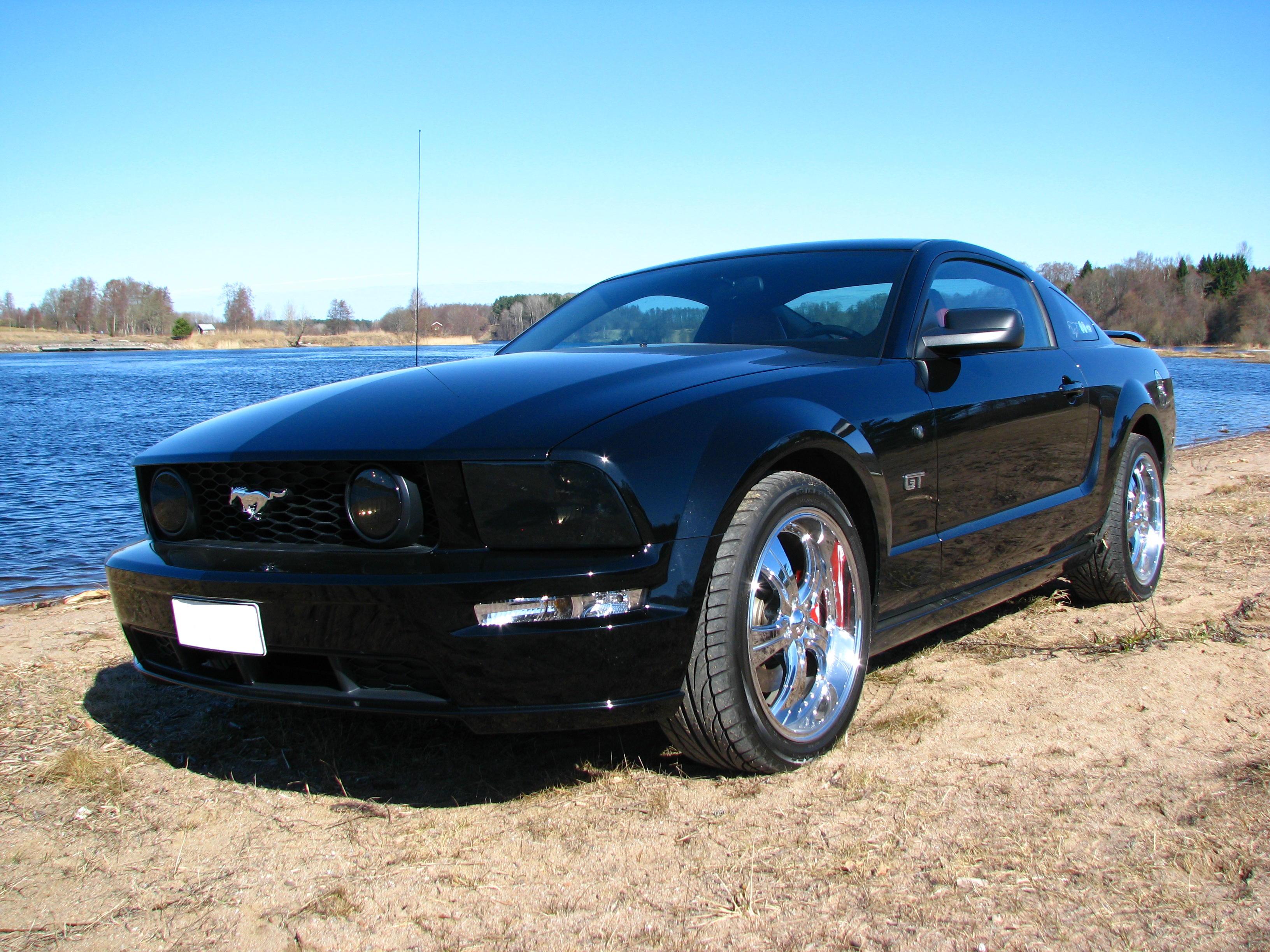
Ford Mustang GT 2005

Ford Mustang 2005 såldes med en V8 på 304 hk eller V6 på 200 hk. Det tar 5,5 sekunder att accelerera från 0–100 km/h med den största motorn. Bilen har designmässigt rötter i Mustangerna från 60-talet, speciellt fastback men även cabriolet. När den skulle presenteras valde Ford, för att markera släktskapet med den klassiska första generationens Mustang, att göra det på världens brantaste gata, Filbert Street i San Francisco, den gata som Frank Bullitt, spelad av Steve McQueen, flög fram på i sin Mustang GT 390 i filmen Bullitt. Året var 1968 och biopubliken fascinerades över tidernas bästa biljakt på vita duken. Filmen resulterade i en gyllene Oscar och rekordförsäljning för Mustang, en rekordförsäljning Fordfolket gärna vill upprepa.
Från årsmodell 2010 ändrades linjerna för Mustangen något. Den blev rundare och mjukare i linjerna. Inredningen ändrades helt, och kvalitetskänslan höjdes avsevärt. På årsmodell 2011 byttes 4.6L V8:an ut mot den nya 5.0L V8:an med hela 412 hk.
2012 presenterades Ford Mustang Boss 302 och Boss 302 Laguna seca, de är snabba för en bil i sin klass, både i kurvor på raksträckor, http://www.fastestlaps.com/tracks/virginia_international_raceway.html. Den är snabbare än många sportbilar som är dyrare, till exempel Mercedes-Benz C63 AMG, BMW M3 och Audi R8.

## Shelby Mustang

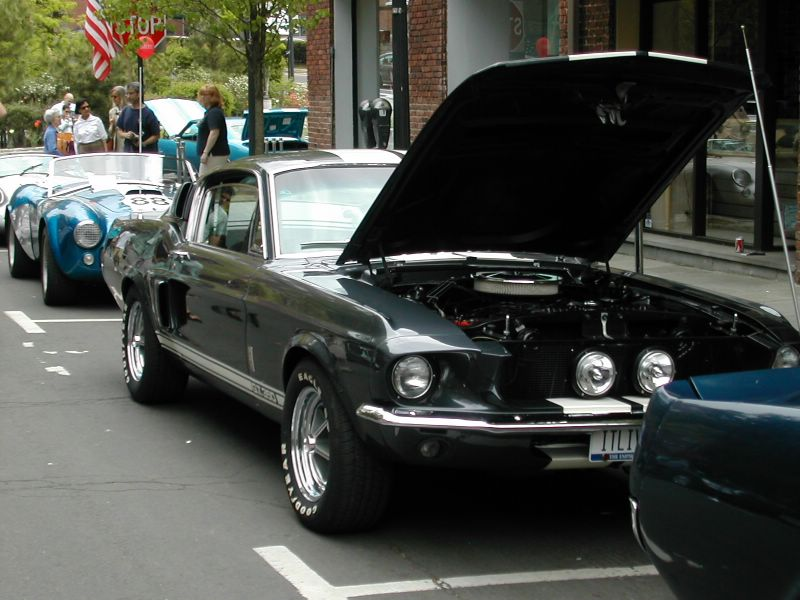
Shelby Mustang GT 350

Mustang har även blivit en legend på tävlingsbanorna, men då i första hand som Shelby Mustang. Shelby fungerade som ett eget bilmärke och skiljer sig en del från de vanliga Mustangerna. Mannen bakom framgångarna på tävlingsbanorna heter Carroll Shelby.
Shelby Mustang tillverkades åren 1965-1970, men 2005 meddelades att en ny Shelby Mustang skulle börja säljas 2007.

## Indy Pace Car
Mustang har vid tre tillfällen, 1964, 1979 och 1994, haft det prestigefyllda uppdraget att vara pace car vid motortävlingen Indianapolis 500.